# Cecilio Pla Gallardo
Cecilio Pla Gallardo (València, 1860 - Madrid, 1934) va ser un dels pintors valencians més rellevants de les darreries del segle xix i començaments del XX, juntament amb Joaquim Sorolla i Ignacio Pinazo, artistes que conformaren una de les anomenades escoles espanyoles amb més transcendència en el panorama pictòric espanyol. Aquests artistes valencians descriuran una imatge d'Espanya centrada en una visió positiva dels temes mediterranis —marines, escenes de platja, escenes de la pesca— o altres activitats relacionades amb el mar, caracteritzada pictòricament per demostrar una gran preocupació tècnica per copsar els efectes lumínics —per la qual cosa se'ls anomena també luministes—, el representant per excel·lència dels quals és la pintura de Sorolla.

## Obra
Pla produí una obra molt plural, des de les grans composicions religioses de la seva primera època fins als petits paisatges i apunts de platja del final de la seva trajectòria, passant per la pintura social, el retrat i els seus treballs com a il·lustrador gràfic. Dins d'aquesta gran varietat de registres, destaquen les obres que corresponen a l'anomenada pintura social, aquella de caràcter anecdòtic, els temes de les quals estan extrets de les problemàtiques o situacions de la vida real o quotidiana, i que tant d'èxit tingueren en els certamens oficials al voltant del canvi de segle. I també cal considerar molt especialment el retrat o la descripció de les més modernes escenes de costums, en les quals resta integrada la seva preocupació pel paisatge. Tot i ésser valencià, Pla és conegut també per ser el pintor del Madrid castís, del món de la sarsuela, la qual cosa el vinculà molt estretament amb el regionalisme pictòric, que després traslladaria a les platges valencianes.
Al Museu d'Art Jaume Morera es conserva obra seva, també es poden trobar obres seves al Museu Abelló de Mollet del Vallès.